# 엘리자베스 슬레이든
엘리자베스 슬레이든(Elisabeth Sladen, 1946년 2월 1일 ~ 2011년 4월 19일)은 잉글랜드의 배우이다.

## 출연 작품
- 이상한 나라의 앨리스 (1986)
- 걸리버 여행기 (1982)
- Z 카스 (1962)
- 코로네이션 스트리트 (1960)